# Heredity (filme)
Heredity é um filme mudo estadunidense de 1912 em curta-metragem. Foi escrito por George Hennessy e dirigido pelo cineasta D. W. Griffith.

## Elenco
- Harry Carey
- Madge Kirby
- Jack Pickford
- Walter P. Lewis
- Kate Bruce
- Lionel Barrymore
- Christy Cabanne
- Robert Harron
- George Nichols
- Alfred Paget
- W. C. Robinson
- Hector Sarno
- Marion Sunshine
- Kate Toncray